# Cihan Haber Ajansı
Cihan Haber Ajansı (CİHAN) oder Cihan-Nachrichtenagentur (türkisch „Cihan“ für Welt) war eine türkische Nachrichtenagentur in Istanbul. Sie wurde im Zuge der Maßnahmen nach dem Putschversuch 2016 verboten.
Cihan wurde 1994 gegründet und gehörte, wie die Tageszeitung Zaman, der Gruppe Feza Gazetecilik A. Ş. in der Türkei an, die der Gülen-Bewegung angehörte.
Die Nachrichtenagentur lieferte Text und Fotos an unterschiedliche türkische Zeitungen wie Today’s Zaman, Star, Yeni Safak und Bugün.
Durchschnittlich produzierte die Agentur täglich 450 Textberichte, 400 Fotos, 180 Fotoberichte und 85 Fernsehberichte.
Sie bot Meldungen auf Türkisch, Englisch und Arabisch.
Cihan hat sechs Büros in der Türkei (Istanbul, Ankara, Izmir, Adana, Antalya, Erzurum) und Korrespondenten in 39 Ländern.
Der Direktor, Abdulhamit Bilici, schrieb auch regelmäßig als Kolumnist in den Zeitungen Zaman und Today’s Zaman über außenpolitische Themen.
Sein Vorgänger Bülent Korucu wurde 2008 Chefredakteur des Magazins Aksiyon, das ebenfalls zur Feza-Gazetecilik-Gruppe gehört.
Cihan Haber Ajansı (CİHAN) war eine der fünf bekanntesten Nachrichtenagenturen der Türkei, zusammen mit Anadolu Ajansı (AA), Doğan Haber Ajansı (DHA), İhlas Haber Ajansı (İHA) und Anka Haber Ajansı.
Anfang März 2016 wurde das Unternehmen unter staatliche Zwangsaufsicht gestellt. Nach Angaben von Cihan ernannte ein Istanbuler Gericht dieselben „Treuhänder“ wie bei Zaman, zur selben Zeit.